# Balsham
Balsham es un pueblo rural y una parroquia civil en el condado de Cambridgeshire, en el Reino Unido, el cual se ha expandido desde el año 1960, actualmente uno de los varios asentamientos residenciales de Cambridge.  El pueblo se encuentra ubicado al sureste del centro de Cambridge más allá de la carretera A11 y a una distancia cercana Newmarket y Haverhill donde trabajan y compran residentes del pueblo.

## Historia
En 1015, Balsham fue totalmente destruido por una invasión vikinga. Una señal en el verde del pueblo conmemora al único superviviente del ataque, quien logró huir al esconderse en la iglesia parroquial.
En 1568 Richard Killingworth, Esq., tomó posesión de una propiedad en Balsham, el cual en 1590 perteneció a su hijo y heredero John Killingworth, adoptando el nombre de Place Manor, que mucho más tarde se convirtió en Place Farm. En 1617, el año de la muerte de John, él aún mantenía la casa de campo que en 1975 se nombró Place Balsham, junto con tierras vitalicias y feudales, un recinto en Balsham Wood y heathland en la parte oeste de la parroquia. Su hijo mayor, Giles (nacido 1571), mantuvo la casa de campo de la Fundación Charterhouse, el feudal superior. Posteriormente, el Señor Killingworth conservó la propiedad en 1715 cuando aparecía la posibilidad de extenderse a 261 acres, pero en 1756 se pone a la venta.
El área comprendido entre Balsham y Wratting West se conoce como las tierras en las que acecha el mítico Shug Monkey.

## Iglesia Santa Trinidad

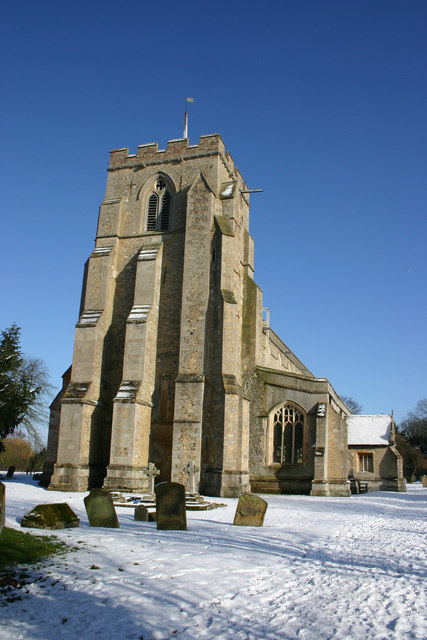
Ingreso a la Iglesia Sagrada Trinidad de Balsham

La actual Iglesia posee una mezcla de fechas, siendo el campanario la parte más antigua, que data del Siglo XIII. Posiblemente ha sido construido por Hugh de Balsham, quién era Obispo de Ely entre 1257 y 1286. El presbiterio pertenece a los inicios del Siglo XIV temprano, a pesar de que la nave con su claristorio datan del tardío Siglo XIV - las 26 paradas con su misericordia fue añadido durante esta fase de la construcción  y probablemente sea del 1400. El Coro Alto fue añadido en la segunda mitad del Siglo XV, y el techo del presbiterio fue levantado junto con su claristorio, añadido al mismo tiempo.
En algún momento, de los cuales no se posee registro, entre la Disolución de los Monasterios y el fin de la Mancomunidad de Inglaterra, 17 de las misericordias fueron sacadas, quedando nueve de ellas. En el Siglo XIX una de las misericordias, que podría haber sido resultado de los trabajos  de Canon H.J.S. Burrell (exrector reconocido por sus grabados en madera), fue añadida.
En el Siglo XIX se realizaron algunas renovaciones extensas, en los casos de los techos que fueron renovados, y el clerestorio que fue reparado. En 1867 se añadió una sacristía en el lado norte  y la posterior restauración se realizó en 1875.
Otros trabajos han sido llevados a cabo en el siglo XX, con la adición de una capilla en el pasillo norte, conteniendo una Mesa de Altar Isabelina. En 1973 el campanario fue fortalecido.
Pueden encontrarse cuadros y la descripción de la Iglesia en el sitio web sobre Iglesias de Cambridgeshire.
En un momento dado, el pueblo era reconocido por su gran comunidad de Familistas.